# Подільська сільська рада (Срібнянський район)
Подільська сільська́ ра́да — колишній орган місцевого самоврядування у Срібнянському районі Чернігівської області. Адміністративний центр — село Поділ.

## Загальні відомості
- Територія ради: 29,5 км²
- Населення ради: 849 осіб (станом на 2001 рік)
- Відстань до районного центру шосейними шляхами — 35 кілометрів.

## Населені пункти
Сільській раді підпорядковані населені пункти:
- с. Поділ
- с. Кути
- с. Поетин

## Історія
Васьковецька сільська рада зареєстрована 1935 року. Стала однією з 11-ти сільських рад Срібнянського району і одна з трьох, яка складається з одного населеного пункту — села Васьківці.

## Склад ради
Рада складається з 16 депутатів та голови.
- Голова ради: Желіба Володимир Іванович
- Секретар ради: Желіба Микола Васильович

### Керівний склад попередніх скликань
| ПІБ                       | Основні відомості                                                                                   | Дата обрання | Дата звільнення |
| ------------------------- | --------------------------------------------------------------------------------------------------- | ------------ | --------------- |
| Желіба Володимир Іванович | Сільський голова, 1965 року народження, освіта середня спеціальна, член Української Народної Партії | 26.03.2006   | 31.10.2010      |
| Желіба Володимир Іванович | Сільський голова, 1965 року народження, освіта середня спеціальна, член Української Народної Партії | 31.10.2010   |                 |

Примітка: таблиця складена за даними джерела

### Депутати
За результатами місцевих виборів 2010 року депутатами ради стали:

#### За суб'єктами висування
| Суб'єкт висування                                       | Кількість обраних депутатів | %    |
| ------------------------------------------------------- | --------------------------- | ---- |
| Партія регіонів                                         | 5                           | 31,3 |
| Соціалістична партія України                            | 5                           | 31,3 |
| Комуністична партія України                             | 2                           | 12,5 |
| Політична партія Всеукраїнське об'єднання «Батьківщина» | 2                           | 12,5 |
| Народна Партія                                          | 1                           | 6,3  |
| Соціал-демократична партія України                      | 1                           | 6,3  |

#### За округами
| № округу                                                | Прізвище, ім'я, по батькові     | Дата визнання обраним | Освіта         | Партійна приналежність             | Відомості про обраного депутата                                             |
| ------------------------------------------------------- | ------------------------------- | --------------------- | -------------- | ---------------------------------- | --------------------------------------------------------------------------- |
| Комуністична партія України                             |                                 |                       |                |                                    |                                                                             |
| 1                                                       | Лавріненко Тетяна Володимирівна | 01.11.2010            | Освіта середня | позапартійна                       | тимчасово не працює                                                         |
| 12                                                      | Мороз Людмила Миколаївна        | 08.11.2010            | Освіта вища    | член Комуністичної партії України  | СТОВ «Батьківщина» с. Калюжинці, завідувачка складом                        |
| Народна Партія                                          |                                 |                       |                |                                    |                                                                             |
| 16                                                      | Москієнко Сергій Борисович      | 01.11.2010            | Освіта вища    | член Народної партії               | управління с/г Срібнянської РДА, завідувач відділу                          |
| Партія регіонів                                         |                                 |                       |                |                                    |                                                                             |
| 2                                                       | Мазило Олександр Анатолійович   | 01.11.2010            | Освіта вища    | позапартійний                      | загальноосвітня школа І-ІІ ст. с. Поділ, вчитель                            |
| 3                                                       | Білодід Юрій Іванович           | 01.11.2010            | Освіта вища    | позапартійний                      | загальноосвітня школа І-ІІ ст. с. Поділ, вчитель                            |
| 6                                                       | Дитюк Сергій Миколайович        | 01.11.2010            | Освіта вища    | позапартійний                      | Управління Державного казначейства у Срібнянському районі, старший казначей |
| 10                                                      | Желіба Ніна Миколаївна          | 01.11.2010            | Освіта вища    | позапартійна                       | Виконком Подільської сільської ради, спеціаліст- землевпорядник             |
| 13                                                      | Потапенко Ганна Дмитрівна       | 01.11.2010            | Освіта вища    | позапартійна                       | Виконком Подільської сільської ради, головний бухгалтер                     |
| Політична партія Всеукраїнське об'єднання «Батьківщина» |                                 |                       |                |                                    |                                                                             |
| 7                                                       | Костенко Тамара Павлівна        | 01.11.2010            | Освіта вища    | позапартійна                       | тимчасово не працює                                                         |
| 15                                                      | Желіба Ірина Миколаївна         | 01.11.2010            | Освіта вища    | позапартійна                       | с. Поділ фельдшерсько-акушерський пункт, акушерка                           |
| Соціал-демократична партія України                      |                                 |                       |                |                                    |                                                                             |
| 14                                                      | Гамалій Роман Анатолійович      | 01.11.2010            | Освіта вища    | позапартійний                      | тимчасово не працює                                                         |
| Соціалістична партія України                            |                                 |                       |                |                                    |                                                                             |
| 4                                                       | Бурдай Володимир Іванович       | 01.11.2010            | Освіта вища    | член Соціалістичної партії України | смт. Срібне «Теплокомуненерго», оператор                                    |
| 5                                                       | Ткаліч Ігор Костянтинович       | 01.11.2010            | Освіта середня | позапартійний                      | смт. СрібнеЦРЛ, водій                                                       |
| 8                                                       | Желіба Микола Васильович        | 01.11.2010            | Освіта вища    | член Соціалістичної партії України | Подільська сільська рада, секретар                                          |
| 9                                                       | Охріменко Петро Миколайович     | 01.11.2010            | Освіта вища    | член Соціалістичної партії України | тимчасово не працює                                                         |
| 11                                                      | Желіба Людмила Олексіївна       | 01.11.2010            | Освіта вища    | позапартійна                       | Срібнянський районний суд, старший секретар                                 |

## Господарська діяльність
На території сільради діє Подільська ЗОШ І-ІІ ст.,а також функціонує сільськогосподарське товариство «Васьківці».